# Omofórovo
Omofórovo (en rus: Омофорово) és un poble de l'óblast de Vladímir, a Rússia, segons el cens del 2010 tenia 44 habitants. Pertany al districte municipal de Sóbinka.